# Pachyplectron
Pachyplectron là một chi thực vật có hoa trong họ, Orchidaceae.